# Sanok SN2
Sanok SN2 je typ dvounápravové obousměrné tramvaje, vyrobené v letech 1938–1939 pro polské město Krakov podnikem Zjednoczone Fabryki Maszyn, Kotłów i Wagonów L. Zieleniewski-Fitzner i Gamper, Spółka Akcyjna v Sanoku. Společně s nimi byly vyrobeny vlečné vozy typu PN2.

## Konstrukce
Sanok SN2 je obousměrný dvounápravový motorový tramvajový vůz s odporovou výzbrojí. Vozová skříň tramvají je celokovová, svařovaná. Vozidlo je vybaveno čtyřmi dveřmi, vždy dvěma na jedné straně vozové skříně. Pojezd tváři dvounápravový podvozek se dvěma stejnosměrnými motory o výkonu 44 kW. Proud je z trolejového vedení odebírán pantografem. V interiéru, který je od plošin oddělen jednoduchými přepážkami s posuvnými dveřmi, jsou umístěny podélné dřevěné lavice.

## Dodávky tramvají
V letech 1938–1939 bylo vyrobeno celkem 18 vozů tohoto typu.
| Současný stát | Město  | Článek | Roky dodávek | Počet vozů | Evidenční čísla při dodání | Poznámky | Zdroj |
| ------------- | ------ | ------ | ------------ | ---------- | -------------------------- | -------- | ----- |
| Polsko        | Krakov | článek | 1938–1939    | 18         | 71–88                      |          | [ 2 ] |

## Historické vozy
| Původní provoz | Evidenční číslo | Současný majitel | Rok výroby | Historický od roku | Poznámky | Zdroj |
| -------------- | --------------- | ---------------- | ---------- | ------------------ | -------- | ----- |
| Krakov         | 87              | MPK Kraków       | 1939       | 1991               |          | [ 3 ] |